# Ту-130
Ту-130 (ДП — далекий плануючий) — ударний безпілотний літальний апарат, розроблений в ОКБ Туполєва.

## Історія розробки
З 1957 року в туполівському КБ розпочалися роботи зі створення ударного безпілотного плануючого літака «ДП». Він являв собою останній ступінь стратегічної ракети. Як носій передбачалося використовувати балістичні ракети середнього радіуса дії (Р-5, Р-12). Крім цього, розглядався варіант використання ракети-носія власної розробки.
Ракета-носій підіймала ДП на висоту 80-100 км, після чого він відокремлювався від носія і переходив у плануючий політ. Потім проводилася корекція траєкторії. Ціль могла перебувати на відстані до 4000 км, а швидкість ДП досягала 10 Мах. Корекція траєкторії проводилася аеродинамічними кермами. Силова установка на борту була відсутня. Для живлення бортового обладнання використовувалися хімічні джерела струму та балони зі стисненим повітрям. Для охолодження обладнання та термоядерного заряду використовувалася бортова система охолодження. Конструкція планера не передбачала системи охолодження, тому всі напруження, які мали виникнути в польоті, мали бути враховані під час проєктування. На кінцевому етапі польоту апарат переводився в пікірування на ціль і за сигналом висотоміра відбувався підрив боєголовки.Перевагою такої конструкції перед стратегічними ракетами першого покоління була вища точність за більш простої системи наведення і забезпечення складної траєкторії польоту до цілі, що ускладнювало дії засобів ПРО та ППО.
Для реалізації проєкту два роки велися інтенсивні роботи, розроблялися нові матеріали та технології, досліджувалися питання аеродинаміки, створювалися та вивчалися натурні моделі. Було збудовано кілька експериментальних літальних апаратів для перевірки основних ідей. Програма робіт із проєкту отримала назву Ту-130.
Були досліджені різні аеродинамічні схеми: симетрична, несиметрична, безхвостка, качка та інші. Було побудовано серію моделей, що пройшли продування в аеродинамічних трубах ЦАГІ, у тому числі й на надзвукових швидкостях. У льотно-дослідному інституті імені М. М. Громова пройшли випробування, на яких з Ту-16 ЛЛ скидалися моделі ДП із твердопаливними прискорювачами. Також робилися відстріли моделей артилерійськими гарматами та газодинамічними гарматами. Під час випробувань було досягнуто швидкості до 6 М.
У 1959 році почалося проєктування ДП. Була обрана аеродинамічна схема безхвістка. Клиноподібний фюзеляж мав напівеліптичний перетин із тупою носовою частиною. Низькорозташоване трикутне крило було невеликою площею зі стрілоподібністю по передній кромці 75° та елевонами по всьому розмаху. Вертикальне оперення складалося з верхнього та нижнього кілів у задній частині фюзеляжу. На обох половинах кіля встановлювалися гальмівні щитки. Крило й органи управління мали клиноподібний профіль. Через аеродинамічний нагрів ніс апарата і передні кромки несучих і рульових поверхонь виготовлялися з графіту. Планер виготовлявся з нержавіючої сталі.
Було закладено серію з п'яти експериментальних літаків. 1960 року був виготовлений перший літак. Однак, за всіх успіхів КБ, роботи було припинено за Постановою Ради Міністрів СРСР. Вже збудовані літаки були частиною утилізовані, а частиною передані до КБ Володимира Челомея. Напрацьовані в ході робіт дослідні та конструкторські матеріали використовувалися в наступній роботі КБ Туполєва — пілотованому ракетоплані «Зірка».

## Льотно-технічні характеристики
Технічні характеристики
- Довжина: 8,80 м
- Розмах крила: 2,80 м
- Висота: 2,20 м
- Маса порожнього: 2050 кг

Льотні характеристики
- Максимальна швидкість: 10 М
- Практична дальність: 4000 км
- Динамічна стеля: 100 км